# Astragalus gymnopodus
Astragalus gymnopodus es una especie de planta del género Astragalus, de la familia de las leguminosas, orden Fabales.

## Distribución
Astragalus gymnopodus se distribuye por Afganistán.

## Taxonomía
Fue descrita científicamente por Boiss. Fue publicada en Diagn. Pl. Orient. 9: 66 (1849).